# Initiative de YouTube pour des chaînes originales
L'initiative de YouTube pour des chaînes originales (en anglais, YouTube Original Channel Initiative) était un programme de 100 millions de dollars financé par Google pour apporter du contenu original sur YouTube,. L'initiative était également destinée à donner le coup d'envoi de Google TV. Les chaînes sont collectivement connues sous le nom de chaînes originales, chaînes premium ou chaînes financées par YouTube.
Parmi les participants figuraient Madonna, Pharrell Williams, le fondateur de Young Hollywood (en), R.J. Williams (en), l'ancienne vedette de la NBA Shaquille O'Neal, la comédienne Amy Poehler, l'acteur Ashton Kutcher, la vedette de The Office, Rainn Wilson, le comédien Kenny Hotz (en), Motor Trend, SourceFed (en), le docteur spirituel Deepak Chopra et l'actrice de Modern Family, Sofia Vergara. La plupart ont créé des chaînes par l'intermédiaire de leurs sociétés de production.
En septembre 2012, vingt des 100 chaînes originales ont commencé à obtenir plus d'un million de vues par semaine,.
En octobre 2012, Google a annoncé 60 nouvelles chaînes originales. Google a également annoncé un investissement de 200 millions de dollars pour la promotion des chaînes originales et un montant non précisé dans la production de ces chaînes.
En novembre 2012, YouTube a mis fin au financement de plus de 60 % des quelque 160 chaînes qu'il avait financées dans le cadre de l'initiative.
En novembre 2013,  la page d'accueil des chaînes originales était devenue une redirection vers une page d'erreur 404, apparemment comme un moyen pour Google d'annoncer l'abandon des chaînes originales et même de supprimer toute référence à l'initiative.

## Contenu
Les sites supportés par l'initiative de YouTube pour des chaînes originales comprenaient, entre autres, SourceFed (en), Young Hollywood (en), The Mom's View, The Wall Street Journal, Musée d'Art contemporain de Los Angeles, Crash Course, BadTeeth (en), i am OTHER (en), The Pet Collective, Epic Level TV, Geek & Sundry (en), MyMusic (en), Cartoon Hangover (en) de Frederator Networks (en) et The Multiverse (en),,.
Un article de Tubefilter (en) inclut une liste des chaînes originales qui diffère de la liste de YouTube.
Deadline Hollywood a commencé à suivre les statistiques de visionnement hebdomadaire des vidéos pour toutes les chaînes faisant partie de l'initiative des chaînes originales de YouTube en mai 2012.